# Аркесілай
Аркесілай (грец. Ἀρκεσίλαος; 315 або 316 рік до н. е. Пітана, Етолія — 241 до н. е., Афіни) — давньогрецький філософ, засновник другої академічної школи.

## Погляди
Здобувши ґрунтовну освіту і прослухавши бесіди перипатетиків Феофраста і академіка Крантора, він виробив під впливом філософії Піррона особливий скептичний світогляд. Цей світогляд спростовував вчення стоїків і полягав в тому, що у світі не існує незаперечного критерію для визначення істини і що кожне положення може бути оскаржене тими чи іншими доказами, які теж здаються імовірними, тому досягнення абсолютно істинного недоступно людській свідомості, а відтак необхідно обмежитися самим лише імовірним, що, за вченням Аркесілая, є цілком достатнім для практичної діяльності.